# Дрогуша
Дрогуша (пол. Drogusza) — село в Польщі, у гміні Беляви Ловицького повіту Лодзинського воєводства.
Населення — 129 осіб (2011).
У 1975-1998 роках село належало до Скерневицького воєводства.

## Демографія
Демографічна структура станом на 31 березня 2011 року:
|          | Загалом | Допрацездатний вік | Працездатний вік | Постпрацездатний вік |
| -------- | ------- | ------------------ | ---------------- | -------------------- |
| Чоловіки | 61      | 18                 | 32               | 11                   |
| Жінки    | 68      | 13                 | 30               | 25                   |
| Разом    | 129     | 31                 | 62               | 36                   |